# José Silvestre Ribeiro

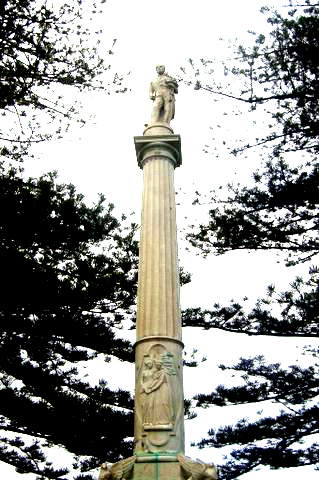
Monumento de José Silvestre Ribeiro, Jardim Municipal da Praia da Vitória

José Silvestre Ribeiro (Idanha-a-Nova, 31 de Dezembro de 1807 — Lisboa, 9 de Março de 1891), político e historiador português, autor de uma importante obra sobre a história das instituições científicas e culturais portuguesas. Foi administrador geral de vários distritos, ministro da Justiça, deputado e par do Reino. Distinguiu-se sobremaneira no processo de socorro às populações do Ramo Grande aquando do grande terramoto da segunda Caída da Praia e no arranque do subsequente processo de reconstrução da Praia da Vitória. Igualmente se destacou no combate à fome que assolou a Madeira em 1847 e a ele se deve as primeiras tentativas de transformar o bordado da Madeira numa actividade económica. As suas ideias esclarecidas sobre a economia e a sociedade e a sua visão europeísta do futuro de Portugal fizeram dele um dos pensadores mais avançados do Portugal do seu tempo, com algumas das suas propostas a levarem mais de um século para obterem plena concretização.

## Biografia
José Silvestre Ribeiro nasceu em Idanha-a-Nova a 31 de Dezembro de 1807, filho de António Nunes Ribeiro e de Josefa Pereira da Silva. Fez os estudos preparatórios na sua vila natal, tendo-se matriculado no 1.º ano do curso de Filosofia da Universidade de Coimbra a 14 de Outubro de 1823 e, no ano imediato, no 1.º ano jurídico da mesma Universidade.
As suas convicções liberais levaram a que se destacasse no contexto académico, ficando como memorável o debate que sustentou, numa aula do lente Faustino Simões Ferreira, com João Baptista Teixeira de Sousa, então estudante de Direito, em defesa do regime liberal.

### O exílio e as lutas liberais
Num percurso típico da sua geração, José Silvestre Ribeiro incorporou-se no Batalhão Académico que se formou em defesa do liberalismo, sendo obrigado, pelas vicissitudes que se seguiram à Vilafrancada a abandonar a Universidade de Coimbra e a procurar refúgio no exílio. Falhada a Belfastada, integrou o exército dos vencidos que se refugiou na Galiza, de onde partiu para Inglaterra (Plymouth). Nos fins de 1828, foi para Paris onde procurou retomar a sua formação académica, assistindo a aulas na Universidade e estudando com François Guizot. Esta passagem por Paris, apesar de curta, teria repercussões no pensamento de Silvestre Ribeiro, já que ganhou uma visão europeísta de Portugal, que levaria a que fosse crítico em relação a muitas das opções africanistas e pró-coloniais da intelectualidade e dos políticos portugueses seus contemporâneos.
Em Novembro de 1829, de Paris partiu primeiro para Fougères, e depois Dol (Bretanha), e se mudou, em Maio de 1830, para Rennes, onde estava o depósito principal dos emigrados portugueses de França. Ali permaneceu até Fevereiro de 1832, incorporando-se nas forças do partido liberal que partiram para Belle-Île e daí para a Terceira. Durante a sua estadia em Belle-Île destaca-se como um dos organizadores da expedição, integrando-se no Batalhão dos Voluntários Académicos comandado por João Pedro Soares Luna.
Na Terceira, face às dissidências que já afligiam o campo liberal, fica com o seu batalhão acantonado na então Vila da Praia, participando activamente nas escaramuças que se travaram contra as guerrilhas absolutistas que ainda subsistiam na ilha.
Após a chegada aos Açores de D. Pedro IV, partiu para Ponta Delgada, onde foi incorporado na expedição naval comandada pelo almirante George Rose Sartorius, os famosos 7500 bravos que daquela cidade partiram a 8 de Julho de 1832 e que protagonizaram o desembarque do Mindelo.
No cerco do Porto destacou-se na defesa da Serra do Pilar, razão pela qual foi agraciado, a 14 de Outubro de 1832, com a comenda da Ordem da Torre e Espada.
Na fase final das lutas liberais, integrou a expedição comandada por António José de Sousa Manuel de Meneses Severim de Noronha, depois 1.º duque da Terceira, que partiu do Porto e desembarcou em Cacela, no Algarve. Acompanhou essas tropas no seu percurso até Lisboa, estando entre as primeiras forças liberais que entraram na capital portuguesa a 24 de Julho de 1833.
Assinada a Convenção de Évora-Monte que pôs termo à guerra civil, retomou os estudos, sendo despachado bacharel em Cânones a 13 de Outubro de 1834, beneficiando das dispensas que se concederam aos ex-combatentes liberais.

### O ingresso na carreira administrativa
Estando entre os vencedores da guerra e beneficiando das fortes ligações políticas que tinha cimentado no Batalhão Académico, logo a 7 de Junho de 1834, alguns meses antes de ser despachado bacharel, foi nomeado prefeito da Província da Beira Baixa, a qual integrava o seu concelho natal. Permaneceu neste cargo até à extinção das prefeituras, passando então a exercer o cargo de secretário-geral do Governo Civil de Castelo Branco, onde se manteve até 1837. Sobre a sua acção na prefeitura publicou em Lisboa, ainda em 1834, uma opúsculo intitulado Defesa do prefeito da Beira Baixa.
Naquele ano foi nomeado administrador-geral (cargo que anos depois seria redenominado governador civil) interino do Distrito de Portalegre. Exerceu essas funções até 1839, ano em que resolveu aceitar a nomeação para administrador-geral do Distrito de Angra do Heroísmo, regressando assim à ilha Terceira.

### A administração-geral de Angra do Heroísmo
Conhecedor da sociedade terceirense, soube granjear um rápido reconhecimento da sua acção política, aliando-se à elite local mas não esquecendo as necessidades dos mais desfavorecidos. Teve desde início do seu mandato particular atenção aos sectores da saúde e assistência, acarinhando as instituições existentes e ajudando na fundação de outras. Outra área que lhe mereceu particular atenção foi a educação, tendo contribuído para a fundação de múltiplas escolas primárias, em particular nas freguesias mais populosas e pobres.
Durante o seu mandato ocorreu o grande terramoto de 15 de Junho de 1841, a segunda caída da Praia, o qual destruiu quase totalmente as freguesias do Ramo Grande e boa parte do então concelho da vila de São Sebastião. Face à enorme catástrofe que se abateu sobre a Praia da Vitória, José Silvestre Ribeiro foi incansável no apoio às vítimas, instalando-se nas ruínas da vila e tendo um papel fundamental no debelar do pânico e da desorganização generalizada que os sismos iniciaram.
Criando uma rede de comissões de socorros com base em cada freguesia, foi capaz de congraçar esforços e de unir as populações nas tarefas de socorro às vítimas e de reconstrução das habitações. Conseguiu contribuições do Estado português e de diversas organizações e mobilizou a diáspora açoriana, em especial a residente no Brasil e na América do Norte, para contribuir com recursos financeiros e materiais. Essa actividade, aliada a um cuidadoso planeamento urbanístico e arquitectónico da reconstrução, permitiram um rápido arranque do processo e a melhoria substancial da qualidade das habitações e do traçado da vila e das freguesias rurais afectadas. Este trabalho de reconstrução está na base do surgimento da típica arquitectura do Ramo Grande, hoje reconhecida como a de melhor qualidade estética e funcional dos Açores.
Nesse ano de 1841, José Silvestre Ribeiro foi agraciado com a carta de Conselho, passando a usar o título de conselheiro.
Não passaram despercebidas as qualidades de José Silvestre Ribeiro, tendo o povo da Praia, ainda em sua vida, erigido um monumento que incluiu, durante quase um século, a única obra de estatuária civil existente na hoje cidade e, ainda hoje, a mais imponente.
Fundou na Praia da Vitória uma biblioteca pública, que ainda hoje ostenta o seu nome, doando numerosos livros para o seu fundo inicial.
Em 13 de Novembro de 1844 cessou funções em Angra do Heroísmo por ter sido nomeado governador civil do Distrito de Beja, abandonando a ilha pouco depois.

### Os governos civis de Beja e Faro
Exerceu as funções de governador civil do Distrito de Beja de 13 de Novembro de 1844 a 27 de Maio de 1846, data em que foi nomeado governador civil do Distrito de Faro. Durante o seu mandato em Beja teve importante acção na área da beneficência, elaborando um interessante estudo sobre a situação do distrito, incluindo o levantamento das suas primeiras estatísticas, que publicaria já quando governador civil do Distrito do Funchal.
Não chegou a exercer funções em Faro, já que foi exonerado apenas um mês depois de ser nomeado, a 27 de Junho de 1846, passando nessa altura a secretariar António José de Ávila, o futuro 1.º duque de Ávila e Bolama.

### O governo da Madeira
José Silvestre Ribeiro chegou ao Funchal a 12 de Setembro de 1846 com as funções de ajudante e secretário de António José de Ávila, então nomeado delegado régio para na ilha da Madeira sindicar as graves desordens que se haviam gerado em resultado do abandono do catolicismo por um numeroso grupo de madeirenses liderados pelo médico escocês e missionário presbiteriano Robert Reid Kalley, funções em que se houve com grande tacto e moderação, facilitando a saída da ilha do grupo protestante.
Nessas circunstâncias, a 5 de Setembro de 1846 havia sido nomeado governador civil do Distrito do Funchal, cargo do qual tomou posse a 7 de Julho de 1846, e no qual teve de imediato de enfrentar os problemas resultantes da intolerância religiosa que levou cerca de dois milhares de madeirense a abandonar a ilha para se irem instalar nas Caraíbas e no estado norte-americano de Illinois, em especial na cidade de Jacksonville.
Num processo paralelo, mas que poderá estar relacionado com a saída de mão-de-obra provocada pelo êxodo protestante, teve também de enfrentar uma gravíssima crise alimentar, que durante os anos de 1847 e 1848 espalhou a fome e a morte entre o povo da ilha.
Para complicar ainda mais a situação, na madrugada de 29 de Abril de 1847, e no contexto da guerra civil portuguesa da Patuleia, eclodiu no Funchal uma movimento revolucionário que levou à implantação de uma Junta Governativa da Madeira, a qual assumiu o poder. Como José silvestre Ribeiro se recusasse a aderir, foi deposto, mantendo-se refugiado em casa de súbditos ingleses até à dissolução da Junta, a qual ocorreu a 14 de Julho de 1847 na sequência da intervenção britânica, através do envio ao Funchal da fragata HMS Thetis, ao abrigo das cláusulas de salvaguarda da Quádrupla Aliança. No dia 21 de Julho, ancoraram no Funchal os navios de guerra inglesas Terrible e Recruit e a fragata francesa Armide, tendo os respectivos comandantes, no dia 26 do mesmo mês, entregue o governo do distrito ao conselheiro José Silvestre Ribeiro, revestindo o acto, que se realizou no Palácio de São Lourenço, a maior solenidade e havendo por essa ocasião várias demonstrações de regozijo.
Nesta situação sócio-política tão complexa, conseguiu evitar os motins que em anos anteriores tinham marcada a vida na ilha e, recorrendo a apoios externos para aquisição de cereais, conseguiu ir debelando a fome e as epidemias que a desnutrição potenciara. À sua iniciativa se deveu a fundação do Asilo da Mendicidade do Funchal, inaugurado no ano de 1848.
Também na Madeira dedicou grande atenção às questões sociais e de fomento económico, tendo fundado algumas instituições de beneficência e de socorro social. Também a instrução pública lhe mereceu particular cuidado, fundado escolas e promovendo a inspecção das existentes, já que a sua eficácia parecia nula. Em 1846, numa visita ao Curral das Freiras, localidade onde há já alguns anos existia uma escola oficial do sexo masculino, José Silvestre Ribeiro, concluiu que apenas o pároco e o regedor sabiam ler e escrever!
As questões da acessibilidade interna, muito dificultadas pelo relevo escarpado da ilha, também foram por ele consideradas, em especial a construção de pontes e de locais onde fosse possível o descanso dos viajantes obrigados a trepar as grandes ladeiras existentes na ilha. Um desses abrigos, hoje considerado monumento, é a Casa de Abrigo do Poiso, sita nos limites da freguesia da Camacha, no ponto onde José Silvestre Ribeiro, reconhecendo a necessidade de uma casa no alto da Serra, destinada a prestar abrigo e socorro aos viajantes que transitavam entre os concelhos do Funchal e Santana, mandou edificar uma casa, a qual se deu por concluída em princípios de 1852. Também a ponte do Ribeiro Seco e a Estrada Monumental, iniciativas do prefeito Luís da Silva Mouzinho de Albuquerque, foram por ele concluídas.
No fomento económico, deve-se a José Silvestre Ribeiro a primeira acção de promoção do bordado da Madeira, uma indústria que teria um papel fundamental na economia madeirense durante mais de século e meio. Até meados do século XIX não existem referências à venda ou exportação do bordado da Madeira e nas diversas descrições das actividades artesanais não aparece referência a esta arte. Foi com a exposição das indústrias madeirenses realizada no Palácio de São Lourenço, organizada por José Silvestre Ribeiro a 1 de Abril de 1850 com o objectivo de promover, junto dos madeirenses e dos visitantes, as diversas indústrias e o artesanato do arquipélago, que o bordado madeirense surgiu como produto de interesse comercial. A escolha do mês de Abril deveu-se ao facto de este ser o mês em que então havia maior número de estrangeiros na ilha.
O interesse britânico por esta exposição foi grande, recebendo a Madeira convite para estar presente em Londres na exposição universal que decorreu no ano de 1851. Mais uma vez, sob o impulso de José Silvestre Ribeiro, a Madeira apresentou um rico bordado com reprodução de flores da Madeira e flores de penas das freiras do Convento de Santa Clara. Ambas as exposições foram decisivas na afirmação do bordado no mercado local e londrino e foi com as exportações para o mercado britânico, iniciadas em 1854, que se começou a delinear o primeiro mercado para o bordado da Madeira e este artesanato iniciou o percurso que o faria no século seguinte um dos principais produtos de exportação do arquipélago.
Depois de 6 anos, com a breve interrupção provocada pela Patuleia, o mandato de José Silvestre Ribeiro termina a 13 de Novembro de 1852 com a nomeação de João Maria de Abreu Castelo-Branco e Melo para o cargo de governador civil do Distrito do Funchal.

### A carreira parlamentar e governativa
A primeira eleição de José Silvestre Ribeiro como deputado às Cortes ocorreu nas eleições gerais realizadas em Agosto de 1845, sendo eleito pelo círculo de Angra do Heroísmo. Prestou juramento a 26 de Janeiro de 1846, integrando a Comissão de Verificação de Poderes. Naquela legislatura, a 6.ª da Monarquia Constitucional portuguesa, ocorreu apenas uma sessão legislativa (de Janeiro a Maio), já que os acontecimentos da Revolução da Maria da Fonte, a Emboscada e o desencadear da guerra civil da Patuleia, cedo levaram à suspensão da vida parlamentar. Daí que tenha sido fácil a José Silvestre Ribeiro manter as suas funções no governo civil da Madeira.
Mesmo assim, nesta primeira participação parlamentar foi bastante activo e assíduo, destacando-se na defesa dos interesses locais do círculo por onde fora eleito, um traço que manteria em toda a sua vida parlamentar.
Terminada a guerra civil com a assinatura da Convenção de Gramido, volta a ser candidato nas primeiras eleições posteriores à pacificação do país, realizadas em Novembro de 1847. Desta vez é eleito pelo círculo do Funchal, prestando juramento a 4 de Janeiro de 1849, integrando agora um leque alargado de comissões, destacando-se a sua participação na Comissão Especial encarregada de examinar o projecto de lei do Código Florestal e da reforma da Administração Pública. Nesta legislatura, a 7.ª da Monarquia Constitucional, com sessões de 1 de Janeiro de 1848 a 25 de Maio de 1851, foi um parlamentar activo e assíduo, mantendo o seu estilo de intervenção pertinaz e frequente em matérias de interesse local do seu círculo eleitoral. Deve ter sido difícil a conciliação com as suas funções na Madeira, já que esteve presente nas Cortes durante períodos alargados.
Voltou a ser eleito pela Madeira nas eleições gerais de 12 de Dezembro de 1852, prestando juramento a 27 de Abril de 1853. Nesta fase passou a ser parlamentar a tempo inteiro, proferindo múltiplas intervenções e sendo uma das vozes mais activas na defesa de interesses locais de toda a câmara e tomando um papel de crescente relevância na vida política de Lisboa. Atestando essa importância, no final do mandato, a 2 de Outubro de 1856, o rei fê-lo membro extraordinário do Conselho de Estado. Ao todo proferiu mais de 200 intervenções nesta legislatura, sendo considerado essencialmente pró-governamental, embora tenha recusado uma nomeação para a Comissão Diplomática argumentando ser da oposição.
Novamente eleito pela Madeira nas eleições gerais de 9 de Novembro de 1856, prestou juramento a 27 de Janeiro de 1857. Manteve grande actividade parlamentar, passando a integrar, entre outras, a Comissão de Redacção.
Estando o Partido Histórico no poder, foi chamado a integrar o ministério presidido por Nuno José Severo de Mendonça Rolim de Moura Barreto, o 1.º duque de Loulé, assumindo o Ministério dos Negócios Eclesiásticos e da Justiça a 7 de Dezembro de 1857. Contudo, a sua experiência governamental pouco durou, pois foi exonerado, a seu pedido, a 31 de Março de 1858. Mesmo assim, em consequência da iniciativa de José Silvestre Ribeiro de constituir uma comissão encarregada das reformas do Código Penal e do Processo Penal, foi constituída uma comissão e foram publicados múltiplos artigos com as opiniões de diversos peritos e corporações sobre as propostas de reforma que iam sendo apresentadas.
Nas eleições gerais de 2 de Maio de 1858 foi eleito pelo círculo de Angra do Heroísmo, constituindo esta a sua última eleição parlamentar. Prestou juramento a 22 de Novembro de 1858, voltando a dedicar-se à defesa dos interesses locais dos seus constituintes. Por esta altura manifestava-se abertamente contra a menorização do espírito de localidade, afirmando que o facto de ser deputado da Nação não deveria impedir a atenção aos interesses de círculo, mesmo que pudesse ser considerado um interesse de campanário. Assim, ao apresentar uma proposta, nunca aprovada, de criar um julgado de paz na freguesia dos Altares, então no concelho da vila de São Sebastião, afirma: se porventura puder ser alcunhado um tanto campanarista, eu honro-me muito com essa alcunha… Aqueles povos têm necessidades e necessidades urgentíssimas… estes objectos aqui parecem mínimos e microscópicos… mas lá fora são de muito interesse, de interesse vital. Interessou-se sobremaneira pelas questões da educação e pela defesa da liberdade e transparência eleitorais e pelo fim do arbítrio nas operações de recrutamento militar. Foi um dos subscritores da proposta de lei que visava a libertação de todos os escravos que entrassem nos portos de Portugal e das Ilhas Adjacentes.
Fez parte da comissão encarregue de apresentar as bases para a reforma do Código Administrativo, que funcionou de 1862 a 1864, e de múltiplas outras instituições e comissões públicas.
Foi elevado ao pariato por carta régia de 29 de Dezembro de 1881, tomando assento na Câmara dos Pares a 30 de Janeiro de 1881. Por esta altura já a sua capacidade e interesse na participação parlamentar estavam reduzidos, tendo sido escassa a sua intervenção nos debates.

### Acção cívica e cultural

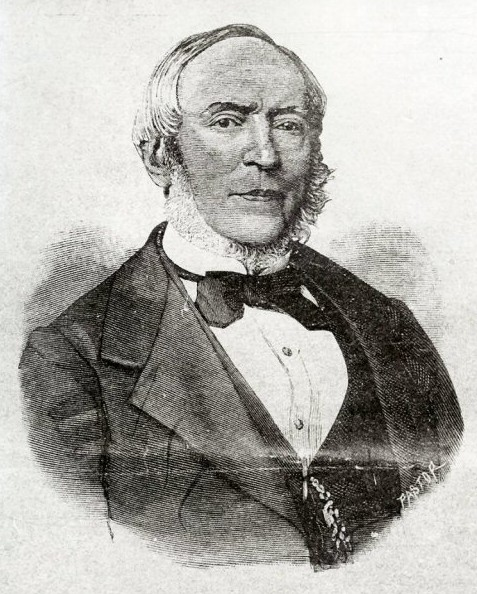
José Silvestre Ribeiro (gravura de Francisco Pastor)

José Silvestre Ribeiro manteve ao longo de toda a sua vida uma intensa actividade cívica, intervindo na fundação de múltiplas associações. Foi, entre outras instituições, fundador da Sociedade Protectora dos Animais, e seu primeiro presidente da assembleia geral, e do Montepio Geral, a cuja assembleia geral também presidiu. Foi membro da Associação dos Arquitectos Civis e Arqueólogos Portugueses, cuja revista editou, e sócio honorário da Sociedade Promotora da Agricultura Micaelense.
Interessou-se pelos estudos literários, sendo um estudioso de Luís de Camões, Dante Alighieri, Luisa Sigea de Velasco e Calderón de la Barca, entre outros clássicos. Neste contexto dedicou-se a assuntos de linguística e de história da literatura, com especial foco na literatura portuguesa, assunto que foi objecto de uma notável obra sua, e na diferenciação entre a língua portuguesa falada em Portugal e no Brasil. Sobre este último tema, opinava que não se pode deixar de fazer sentir a diferença que o clima, o carácter dos povos, e outras muitas circunstâncias devem ter produzido sobre o idioma português no Brasil. Para ele era incontestável que a língua portuguesa tem continuado a ser comum aos habitantes dos dois mundos, como permanecendo essencialmente; mas que também se não pode duvidar de que transportada ao Brasil, modificou algum tanto a sua índole, por efeito da poderosa influência do clima, do carácter dos naturais, da mistura das raças, e muitos outros factores. Que além dessa diferença, que abrange a generalidade do idioma, há também a considerar a introdução de um grande número de vocábulos e costumes dos indígenas ou mesmo dos colonos do ultramar, que sucessivamente foram passando ao Brasil.
No âmbito da história da cultura, publicou a obra História dos estabelecimentos científicos, literários e artísticos de Portugal nos sucessivos reinados da monarquia, em 18 volumes, a que se veio juntar um 19.º volume, constituído pelos Apontamentos históricos sobre bibliotecas portuguesas, deixado inédito pelo autor e apenas dado a lume em 1914, organizado e antiloquiado por Álvaro Neves.
Esse labor intelectual, a que se associou a realização de diversas traduções literárias, valeu-lhe a eleição para membro da Academia Real das Ciências de Lisboa.
Foi colaborador assíduo de diversos jornais e revistas, entre os quais a Chronica Constitucional do Porto, O Panorama (1837-1868), Jornal do Comercio, A Revolução de Setembro, O Archivo Pittoresco, Encyclopedia Popular, Diario de Notícias, O Conimbricense', no Jornal dos Cegos  (1895-1920) e muitos outros.

### Os anos finais
A sua entrada para a Câmara dos Pares coincidiu com um período de crescente apagamento, decerto motivado por problemas de saúde, pelo que ao últimos anos de vida parecem ter sido de alguma acalmia na actividade cívica e cultural de José Silvestre Ribeiro.
Faleceu em Lisboa a 9 de Março de 1891, já em fase de algum apagamento face aos seu distanciamento da actividade política.
Era comendador da Ordem da Torre e Espada, cavaleiro da Ordem de Nossa Senhora da Conceição de Vila Viçosa, grã-cruz da Ordem de São Estanislau da Rússia e cavaleiro da Coroa de Carvalho dos Países Baixos. Terá recusado a Ordem de Santiago da Espada.
A cidade da Praia da Vitória dedica-lhe uma das suas principais praças e no seu pequeno Jardim Público, uma estátua de José Silvestre Ribeiro, inaugurada em 1879, relembra o homem que liderou a reconstrução do Ramo Grande depois da trágica destruição causada pelo terramoto de 1841. Também a biblioteca pública da Praia da Vitória ostenta o nome de Biblioteca José Silvestre Ribeiro. Na fachada da Casa da Alfândega da Praia está afixada uma lápide recordando que a reconstrução do imóvel se deveu ao zelo de Silvestre Ribeiro.
A Câmara Municipal da Praia da Vitória conserva um valioso colar em ouro oferecido pelo povo da Madeira a José Silvestre Ribeiro, que o legou àquela edilidade. Em cada um dos medalhões que compõem o colar está inscrita uma acção feita a favor dos madeirenses.
Na sua terra natal, Idanha-a-Nova, a cuja biblioteca deixou os seus 1600 livros, infelizmente hoje quase todos desaparecidos, o seu nome é também recordado na toponímia, sendo-lhe dedicada uma rua, e foi adoptado como patrono da sua escola secundária e do agrupamento de escolas que serve o concelho. Está planeada a construção de um monumento que marque o segundo centenário do seu nascimento. Lisboa, Funchal e outras povoações madeirenses também o recordam na sua toponímia.

## Obras publicadas
- Defesa do prefeito da Beira Baixa, Lisboa, 1834.
- Collecção dos escriptos administrativos e litterarios do snr José Silvestre Ribeiro, Angra do Heroísmo, 1843.
- Apontamentos sobre as classes desvalidas e institutos de beneficência, Funchal, 1847.
- Beja no anno de 1845, ou primeiros traços estatisticos d'aquela cidade, Funchal, 1847.
- Conhecimentos Úteis. Apontamentos Estatísticos sobre a Cultura do Vinho na Ilha da Madeira, in Revista Universal Lisbonense, Tomo n.º 1, 8.º Ano, Série 2, n.º 18, 1849.
- Primeiros traços duma Resenha da Literatura Portuguesa. Lisboa, Imprensa Nacional, 1853.
- Estudo moral e político sobre Os Lusíadas, Lisboa, 1853.
- Resoluções do Conselho de Estado na Secção do Contencioso Administrativo, Lisboa, 1854-1868.
- Alguns fructos da leitura e da experiência offerecidos à mocidade portuguesa, Lisboa, 1858.
- Relatório da Arborização Geral do País, Imprensa Nacional, Lisboa, 1868.
- Esboço Histórico de D. Duarte, Imprensa Nacional, Lisboa, 1876
- Apontamentos históricos sobre bibliotecas portuguesas, Coimbra, Imprensa da Universidade, 1914.
- Excerptos de João de Lucena. Comentados por José Silvestre Ribeiro, com prólogo de José Feliciano de Castilho Barreto e Noronha, Rio de Janeiro, Liv. Garnier, [18--].
- Luiza Sigéa. Breves apontamentos histórico-literarios, Lisboa, Typographia da Academia, 1880.
- Luiza Sigéa. Breves apontamentos histórico-litterarios. Memoria apresentada à Academia Real das Sciencias de Lisboa, pelo sócio effectivo José Silvestre Ribeiro, in Memorias da Academia Real das Sciencias, Nova Série V (1882), S. 3-55.
- Historia dos estabilicimentos scientificos litterarios e artísticos de Portugal nos sucessivos reinados da monarchia, Lisboa, Academia Real das Sciências, 1871-1914 19 volumes 19.º v: Apontamentos históricos sobre bibliotecas portuguesas, organizado e antiloquiado por Álvaro Neves, 1914 (em 19 volumes, 25 cm ).